# Diggin’ Dogs
Diggin’ Dogs ist ein 2012 erschienenes Casual-Puzzle-Videospiel, das von Soap Creative entwickelt und von Chillingo für iOS-Geräte veröffentlicht wurde. Der Spieler muss die Hunde zum Ende eines Levels führen, indem er über den Bildschirm wischt, um sich durch den Dreck zu graben, und indem er das Gerät mithilfe beschleunigungssensorbasierter Bewegungssteuerungen nach links oder rechts neigt, um Hunde und Gegenstände zu bewegen. Diggin’ Dogs erhielt laut dem Bewertungsaggregator Metacritic „allgemein positive Kritiken“ und wurde von Kritikern mit Where’s My Water? verglichen., ein Spiel mit einer ähnlichen Grabmechanik, obwohl sich Diggin’ Dogs vor seiner Veröffentlichung in der Entwicklung befand.

## Spielablauf
Jedes Level beginnt mit drei Hunden, und der Spieler muss sie zu einem goldenen Stiefel am Ende des Levels führen, indem er durch Wischen über den Bildschirm einen Weg durch den Dreck gräbt. Durch Neigen des Geräts nach links oder rechts mithilfe der Beschleunigungssensor-basierten Bewegungssteuerung gleiten die Hunde und Gegenstände im Level entsprechend, wobei die Schwerkraft nach unten wirkt und ein Zurückverfolgen verhindert. Hunde werden mithilfe physikalischer Gesetze bewegt, anstatt direkt gesteuert zu werden, und springen, wenn sie mit dem  Spieler. Mit Gegenständen im Level kann interagiert werden, um die Physik des Spiels zu ändern, z. B. die Schwerkraft für andere Dinge im Level als die Hunde umzukehren.
Gefahren, einschließlich feindlicher Kreaturen (wie Fledermäuse und Geisterpiraten) und Fallen, müssen vermieden werden, sonst sterben die Hunde, die sie berühren; Fallen können in Feinde geschoben werden, um sie zu töten. Helme können aufgehoben werden, um dem Hund, der sie trägt, Fähigkeiten zu verleihen, z. B. die Aufhebung der Auswirkungen einer Art von Gefahr (z. B.  ein Hut, der giftige Pilze in Münzen verwandelt) oder Münzen im Level magnetisch auf den Hund zubewegen. Die drei Hunde müssen in separate Tunnel aufgeteilt werden, um Helme zu sammeln, die zum Abschließen einiger Level benötigt werden. Mindestens ein Hund muss das Ende des Levels erreichen, um es abzuschließen – das Abschließen eines Levels mit allen drei Hunden bringt zusätzliche Punkte.
„Diggin’ Dogs“ hat 61 Level und fünf Welten mit unterschiedlichen Themen: Wald, Schnee, Schrottplatz, Dschungel, Vulkan. In jedem Level können Münzen und Knochen gesammelt werden;  Münzen bringen Punkte, während Knochen zum Freischalten zusätzlicher Level verwendet werden. Jedes Level enthält drei Knochen, und ein goldener Knochen, der alle Level auf einmal freischaltet, kann über einen In-App-Kauf erworben werden. Die Punktzahl errechnet sich am Ende eines Levels aus der Anzahl der lebenden Hunde und der Anzahl der gesammelten Münzen und verleiht dem Level eine Gold-, Silber- oder Bronzemedaille. Die Platzierungen werden in der Bestenliste von Chillingo’s Crystal aufgeführt.